# Calamus harmandii
Calamus harmandii är en enhjärtbladig växtart som beskrevs av Jean Baptiste Louis Pierre och Odoardo Beccari. Calamus harmandii ingår i släktet Calamus och familjen Arecaceae. Inga underarter finns listade i Catalogue of Life.